# Johannes Henichius
Johannes Henichius (auch: Johannes Heinichen, Johannes Heneke und Johannes Henich; * Januar 1616 in Wienhausen; † 27. Juni 1671 in Rinteln) war ein gemäßigter lutherischer Theologe und Professor der Theologie an der Universität Rinteln (Alma Ernestina).

## Leben
Als Sohn des Pfarrers Philipp Heneke und seiner Ehefrau Magaretha, Tochter des Pfarrers in Schwarmstedt, Delphin Köllen, wurde Johannes Henichius anfänglich von Privatlehrern unterrichtet. Nach dem Schulbesuch in Celle sowie des Johanneums in Lüneburg studierte er ab 1634 Theologie an der Universität Helmstedt, wo er 1638 den akademischen Grad eines Magisters erwarb. Danach hielt er Privatvorlesungen und setzte sein Studium der Theologie unter Konrad Hornejus und Georg Calixt fort. 1639 wurde er in Hildesheim Hauslehrer junger Adliger, bereiste die westdeutschen Städte Köln, Koblenz, Mainz und Frankfurt am Main und besuchte später auch Hannover, wo er in rege Diskussion mit dem Rechtsgelehrten Jakob Lampadius trat.
1643 nahm Henichius eine Professur der Metaphysik und der hebräischen Sprache an der Universität Rinteln an, wechselte jedoch schon 1645 als Superintendent nach Bardowick. Ebenda erkrankte er schwer („Siechtum“) und war zeitweise arbeitsunfähig. Aus diesem Grunde konnte er der Bitte des Herzogs August (1579–1666) nicht entsprechen und die ihm angebotene Stelle als Generalsuperintendent des Herzogtums Braunschweig-Wolfenbüttel nicht antreten. Er musste sogar sein Amt in Bardowick niederlegen. Nach seiner Genesung 1651 folgte er dem Ruf als Professor für Theologie zurück an die Universität Rinteln als Nachfolger von Balthasar Mentzer dem Jüngeren. 1653 wurde er zudem Konsistorialrat und Superintendent der Grafschaft Schaumburg. Während dieser Jahre in Rinteln war Henichius mehrfach Dekan der theologischen Fakultät und auch Rektor der Universität. Er wurde am 11. Juli 1671 in der Stadtkirche von Rinteln beigesetzt.
An der Universität war er einer der heimlichen Förderer der Theologie seines Lehrers Georg Calixt. Auf dem Kasseler Unionskolloquium, das Landgraf Wilhelm VI. (1629–1663) im Jahre 1661 veranstaltete, gelang es ihm, einen Konsens mit den reformierten Marburgern und die Befürwortung am hannoverschen und braunschweigischen Hof herzustellen. Er nahm eine vermittelnde Position zwischen den Vertretern der lutherischen Orthodoxie und den Vertretern der reformierten Kirche ein. Aufgrund seines Engagements war er den Anfeindungen der streng konfessionellen Lutheraner ausgesetzt. Er hinterließ eine Vielzahl von Schriften zur Dogmatik, Ethik und Philosophie. Sein bekanntestes Werk Compendium S. Theologiae hat er mehrmals (1655, 1657, 1665 und 1685) überarbeitet.